# Юрика (Юта)
Вижте пояснителната страница за други значения на Юрика.
Юрѝка (на английски: Eureka) е град в окръг Джуаб, щата Юта, САЩ. Юрика е с население от 766 жители (2000) и обща площ от 3,8 km². Намира се на 1960 m надморска височина. ЗИП кодът му е 84628, а телефонният му код е 435.